# Vilsundvej (Mors)
 Vilsundvej  er en 2 sporet motortrafikvej der går fra Sallingsund til Øster Jølby.Den er en del af primærrute 26, der går imellem Aarhus og Hanstholm.
Vejen starter vest for Nykøbing Mors  og føres mod nord . Den passere Næssundvej i et tilslutningsanlæg med frakørsel til Nykøbing Mors og Hurup. Derfra føres den videre og passere Nørrebro hvor der er forbindelse til Feggesund, Nykøbing Mors N og Vodstrup. Vejen passere derefter Lyngebro ved et erhvervsområde, hvorfra der forbindelse til Frøslev , Erslev, Food Park og Morsø Flyveplads. Derefter passere vejen Udvejen, hvor der er forbindelse til Hvidbjerg, og Øster Jølby. Motortrafikvejen ender nord for Øster Jølby, hvor vejen forsætter videre som almindelig hovedlandevej til Thisted og Hanstholm.  
| Trafik | Spire Denne trafikartikel er en spire som bør udbygges. Du er velkommen til at hjælpe Wikipedia ved at udvide den. |

56°49′25″N 8°45′42″Ø / 56.8237°N 8.7616°Ø